# Anthocomus rufus
Anthocomus rufus är en skalbaggsart som först beskrevs av Herbst 1784.  Anthocomus rufus ingår i släktet Anthocomus, och familjen Malachiidae. Arten är reproducerande i Sverige.

## Bildgalleri

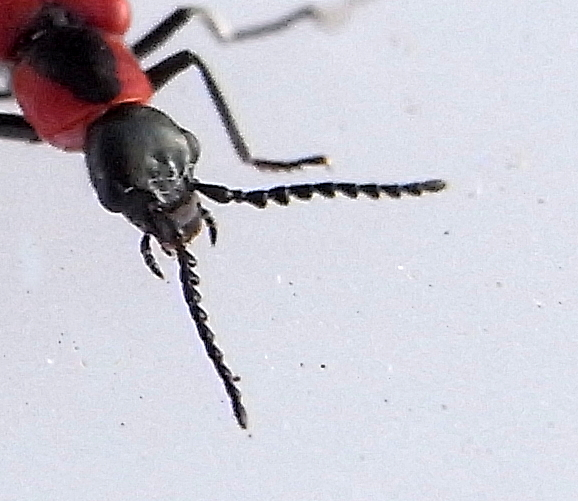
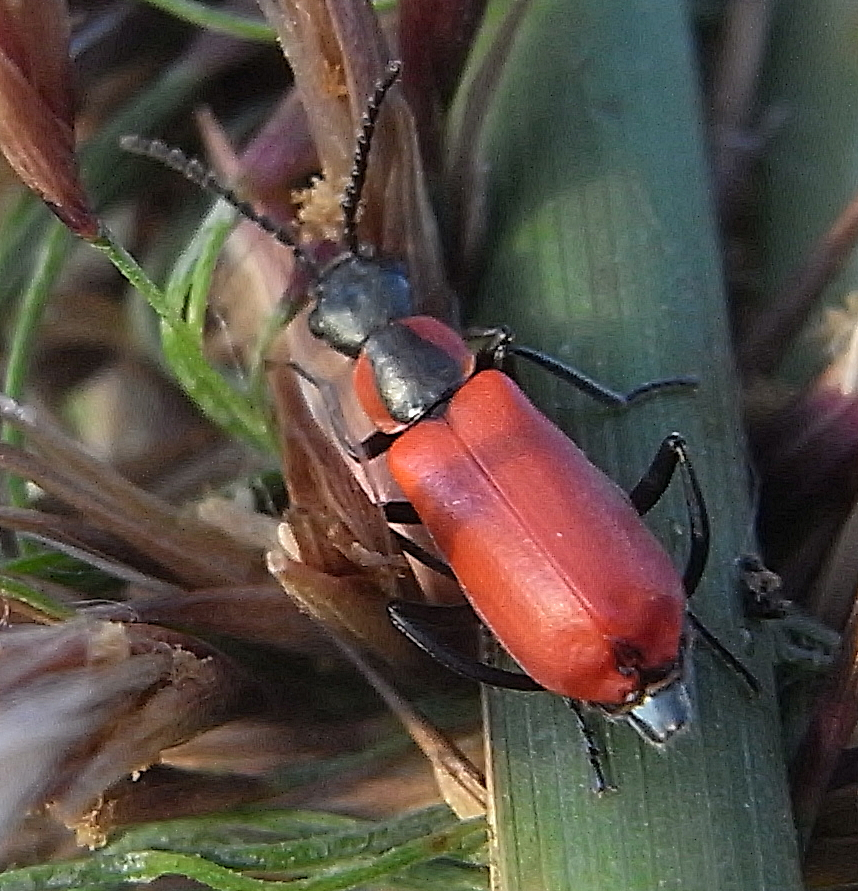
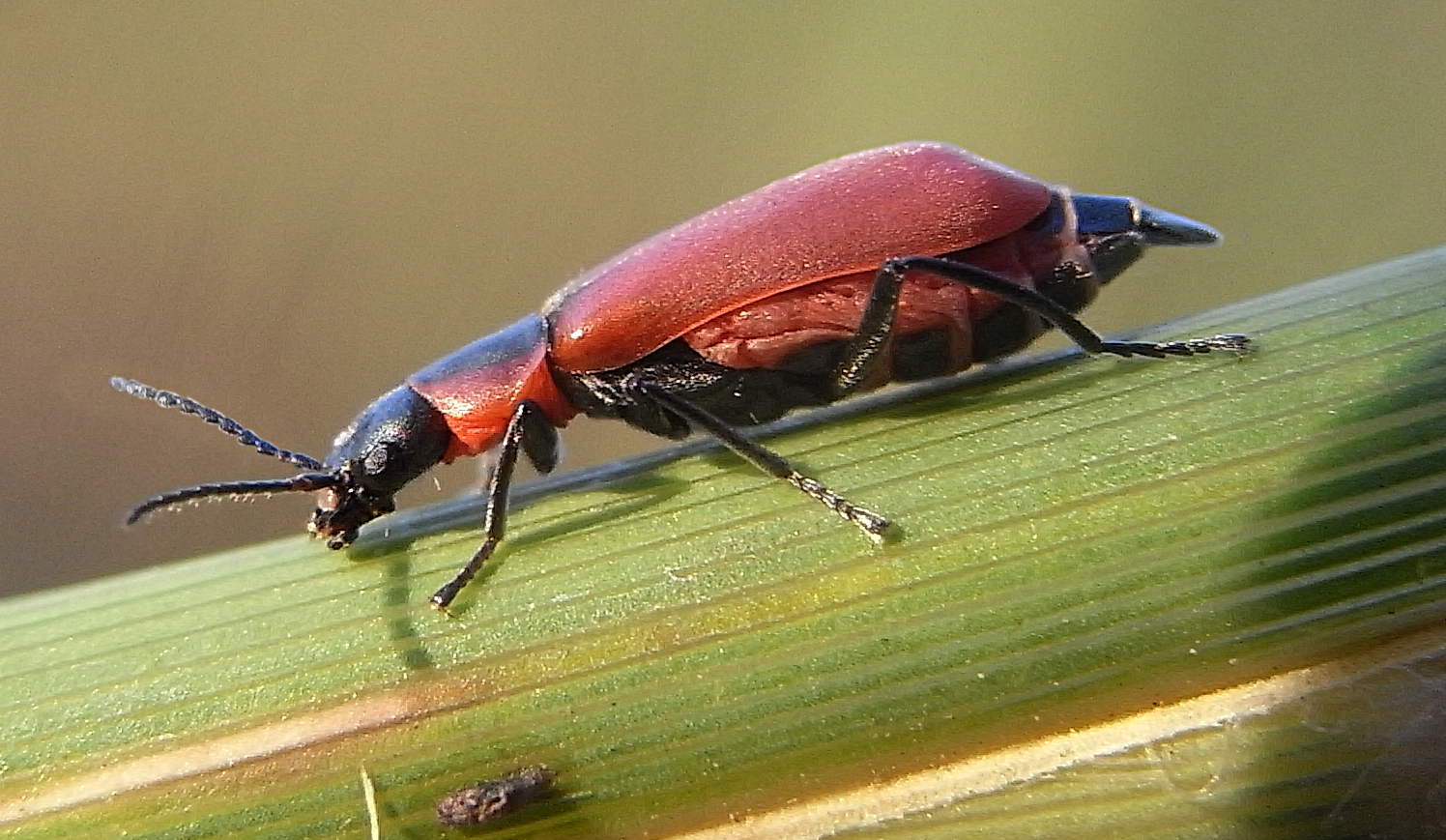
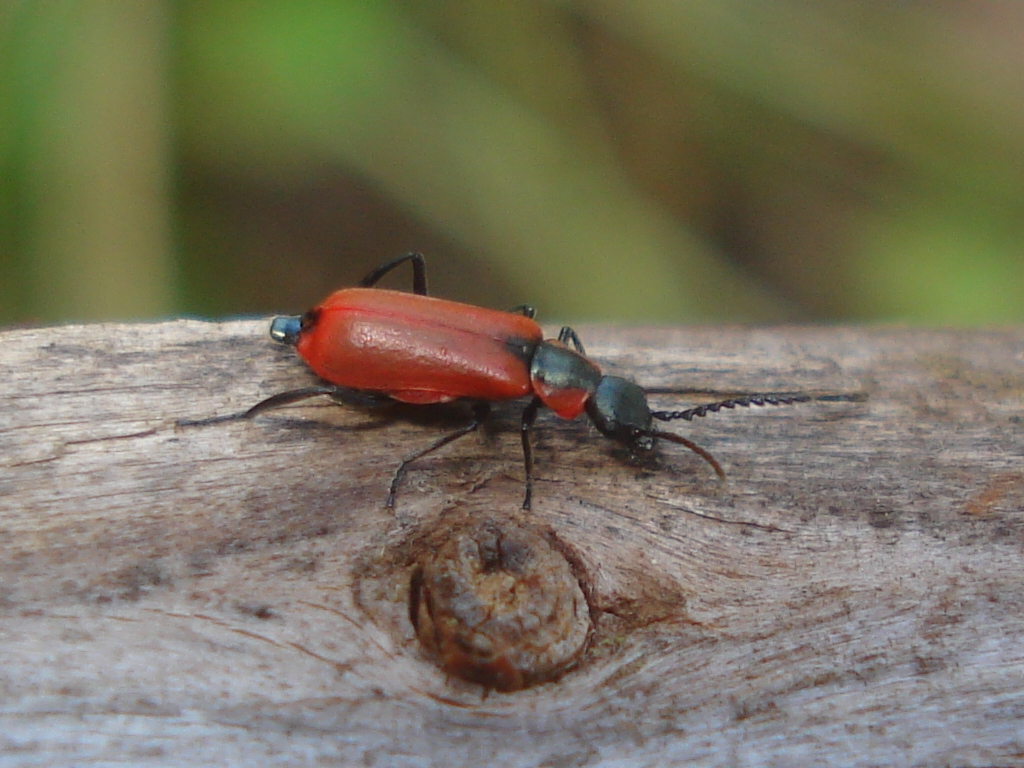
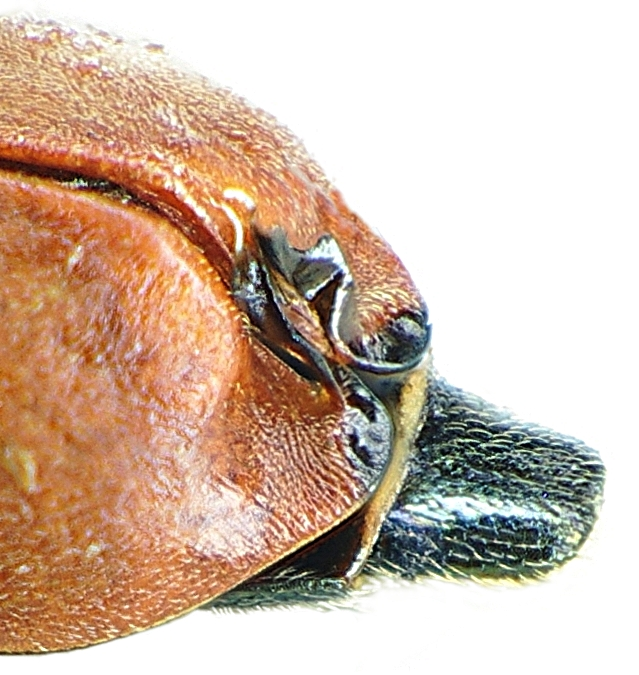
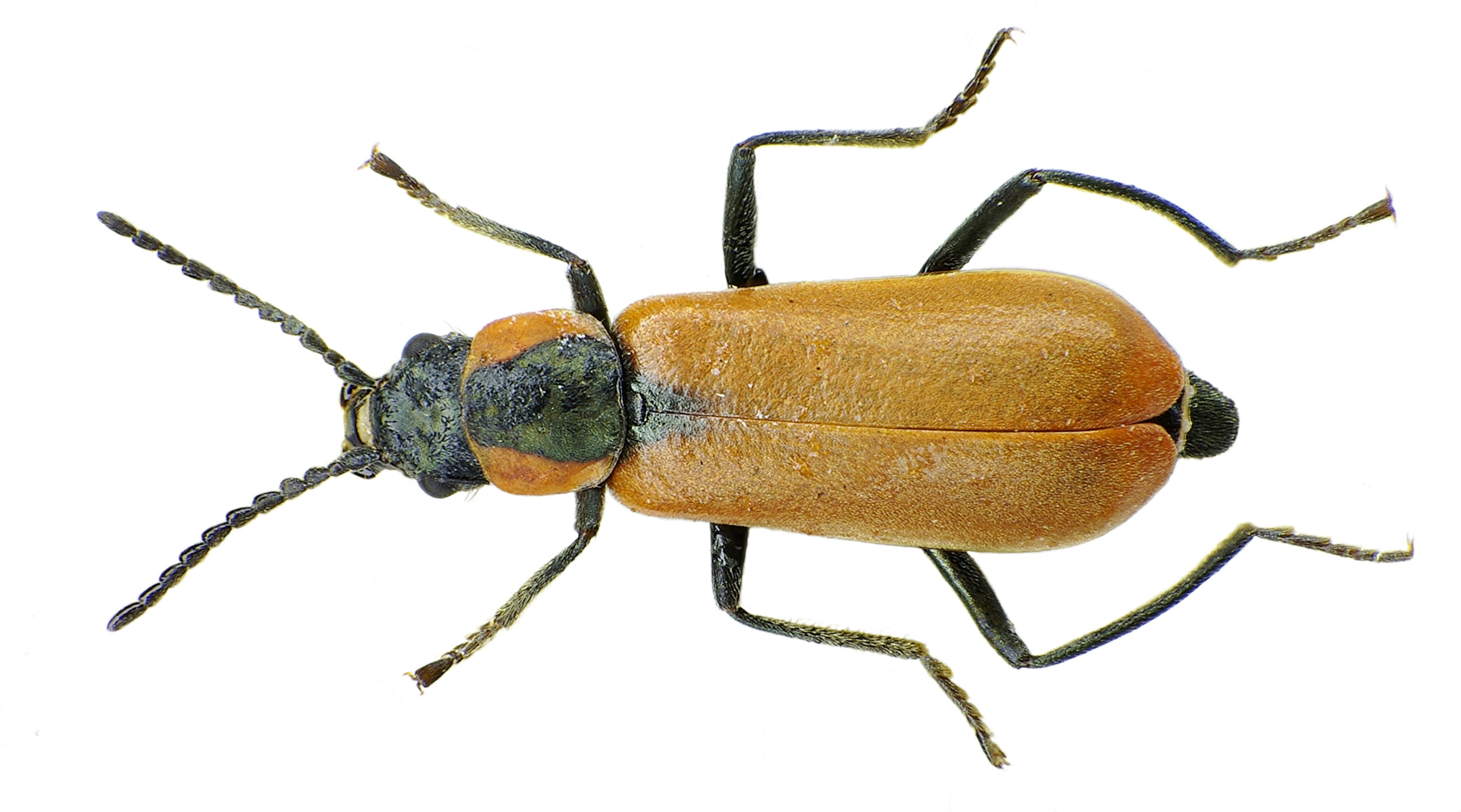